# 东坡公园
东坡公园是位于江苏省常州市天宁区延陵中路9号的一座市政类公园，地处常州市东部、古运河旁。始建于1954年，初名东郊公园。1966年，改名为工农兵公园。1995年，改名为东坡公园:54。2009年4月，完成改造后，免费开放。
公园系名胜古迹与自然风光结合的江南园林:55，与苏东坡相关。整体为国家2A级旅游景区，园内舣舟亭等建筑为常州市文物保护单位。园内有四千余株牡丹、芍药，每年举办一次牡丹花展。东坡公园与邻近的红梅公园、天宁禅寺和通吴门、太平兴国石经幢等遗迹组成常州天宁名风景胜区和延陵东路历史文化街区。

## 公园历史
公园的历史可追溯至古运河上修建的文成坝。南宋时，常州民众为纪念苏东坡来常，泊舟于此，建舣舟亭。清朝初年，舣舟亭已荒毁。康熙帝、乾隆帝南巡时，在此地建万寿宫行宫，重修舣舟亭。太平天国时期，舣舟亭再度被毁，此地长期荒芜:54。
1954年，常州市人民政府为保护舣舟亭、东坡洗砚池等遗迹，建东郊公园，占地39畝。1966年9月，文革改名风中，东郊公园改名为工农兵公园。复名东郊公园的时间不详。1982年9月，改建公园大门，修建门廊。1984年，在原万寿宫行宫旧址上扩建，为“抱月堂”。1986年，整治京杭大运河，因截湾取直形成占地20亩的半月岛，归入公园区域。同时，移建广济桥。1994年，半月岛兴建仰苏阁、东坡书院、东坡廊等景点:54。
1995年5月，因市场经济原因，公园改名东坡公园。2003年3月，常州市园林局实施东坡公园部分改扩建工程，5月竣工。公园总面积达到4.3平方千米，新增大江东去雕塑（苏东坡铜像）、大江东去亭、野宿亭等景点:55。2008年6月，公园实施敞开式改扩建工程。工程包括在半月岛新建百米东坡碑林；新建抱月堂水系，连接原有公园水系；御码头原址开辟御码头—篦箕巷、三河三园水上航线，恢复“东坡古渡”景点；在原运河改造碑位置，重立楚颂亭；扩建牡丹园等。敞开式改扩建工程完成后的2009年4月28日，东坡公园对大众免费开放。这标志着常州市的市政类公园已全部向大众免费开放，常州市因此成为中国第一个实现市政类公园全部免费敞开的城市。

## 公园景区
东坡公园整体由一个三面环水的半岛和古运河中的半月岛组成。半月岛在公园东部，位于岛中央的主建筑为“仰苏阁”，与公园最高处的舣舟亭呼应:54。半岛所在的公园西部，景点主要为文物古迹:56。公园内的舣舟亭、东坡洗砚池、御碑亭、广济桥、飞虹桥等为常州市文物保护单位。2012年的相关文章提及“现存市级文保单位两处，控制性保护单位及具有文保价值的历史遗存多处”:56。1964年时，舣舟亭故址及东坡洗砚池为第一批常州市文物保护单位。

### 舣舟亭
舣舟亭相传为苏轼来常州泊船登岸之地。该亭始建于南宋，是苏轼去世后常州人为纪念他而建。康熙帝、乾隆帝南巡时，此处有万寿宫行宫:54。乾隆帝曾寻访舣舟亭遗迹，题诗四次，并御赐“玉局风流”牌额（现已不存），还命大臣钱维城绘《舣舟亭图》。当地士绅捐资重建此亭，亭占地十五畝七分四厘五毫八忽，亭中设宝座供邑人祭仰。太平天国时期，舣舟亭被毁:54。
1964年4月17日，江苏省常州市人民委员会公布舣舟亭故址及东坡洗砚池为第一批市级文物保护单位。现建筑为1984年重建，位于公园最高处。此亭为重檐歇山顶，有金山石柱八根，四角双檐、飞甍九脊，饰砖雕、木雕，顶部饰二龙戏珠、苍松仙鹤、神龙游鱼等图。正面刻楹联“舣舟亭畔喜留东坡居士；洗砚池边曾驻西蜀诗人”、“二月江南好风景；故人此日共清明”:56。2003年12月，常州市人民政府调整公布为第三批常州市文物保护单位。

### 东坡洗砚池
东坡洗砚池位于御碑亭东北假山旁。被称为公园的“镇园之宝”:56。
洗砚池长1米，宽0.5米，深宽0.5米，是苏东坡晚年洗涤笔砚之处。《常州志》记“此池系白石凿成，底旁有小孔，去其楔，水立涸，以新水盖之，容十五六石许，积水盛夏不腐。”原在顾塘桥藤花旧馆，池旁有苏东坡手植紫藤一株。乾隆帝南巡期间。苏州官员、士绅为讨乾隆帝欢心，将洗砚池移至万寿宫行宫的舣舟亭旁:56—57。志书说迁移时间在乾隆二十二年（1757年），乾隆帝第二次南巡时。如乾隆年间的《常州赋》云：“孙氏馆轩北有石漥渟泓，传位文忠洗砚池，乾隆丁丑移置舣舟亭后。”但同年，钱维城绘图题记“今故宅中洗砚池犹存”，洗砚池当时仍在孙氏宅中，所以没有在图上绘出。故指迁移时间在当年二月，钱维城绘图以后。
1954年，洗砚池安放于今处:56—57。1964年4月17日，江苏省常州市人民委员会公布舣舟亭故址及东坡洗砚池为第一批常州市文物保护单位。2003年12月，常州市人民政府调整公布为第三批常州市文物保护单位。

### 御碑亭
御碑亭位于公园中心水池南岸。亭内有乾隆帝南巡时所写的六首诗的碑刻:56。乾隆十六年（1751年），乾隆帝作《御制过常州府城诗》；乾隆二十二年（1757年），作《御制过常州府城八韵》、《跋马过常州至舣舟亭进舟》；乾隆二十七年（1762年），作《御制过常州诗》、《御制舣舟亭诗》；乾隆三十年（1765年），作《御制舣舟亭再叠旧作韵诗》。碑刻记述了南巡的盛况，以及对苏东坡的颂扬和对地方官员的教诲，表达了乾隆帝对苏东坡的崇敬:56。
2011年1月5日，以乾隆御碑之名列入第五批常州市文物保护单位。

### 广济桥
广济桥又称西仓桥、晚步桥，是常州市境内最古老的三孔石拱桥。原在常州市城西的古运河上:21。据清朝光绪年间《武进阳湖县志》记载，最初是明朝正统十二年（1447年），由應天巡撫周忱倡议修建的木桥。当时，西仓是常州府武进县漕粮储存地、交通要道。此桥又俗称西仓桥。成化十七年（1481年），由南京兵部尚书、應天巡撫王恕，常州府知府孙仁倡议改建为三孔石拱桥。此桥系南北走向的纵联分节并列式镶边三孔连拱桥。
1986年，整治京杭大运河，半月岛纳入公园区域:54。同年，城西运河拓宽，为保护文物，广济桥整体移建入公园:21:54，成为连接公园核心的半岛和半月岛的桥梁。移建的广济桥为东西走向，外形基本不变。桥面两侧为厚重素面石栏板，桥顶两侧嵌置4根柱头浮雕莲瓣纹的望柱，桥堍部各增加一对望柱，望柱前增置一对石狮，桥额阴刻“广济桥”字样。2003年12月，常州市人民政府公布为第三批常州市文物保护单位。

### 飞虹桥
飞虹桥是清朝乾隆五十年（1785年）重修的一座单孔石拱桥。时称水平桥，亦称西龙桥。因桥身像彩虹倒影水中，俗称“飞虹桥”。位于东坡公园门口西首古运河与市河交汇处，连接公园核心的半岛与周边九华禅寺。
飞虹桥桥长38米，宽5米，单孔跨径11.9米。条石拱圈、条石桥台，呈纵联分布并列式拱形石结构。花崗岩桥拱有圈无眉，大小不一的青石叠砌成墙体。桥栏杆由金山石、护栏板由麻石凿成，制作工艺精巧。两面各间置八根方头素面望柱，落坡处设抱鼓石。桥两边居中栏石内外各刻篆书“飞虹桥”三字。无联柱，桥两侧有桥耳各一对。桥面由平行的麻石铺成，麻石间铺以碎石，中有甬道。桥面两坡平缓无阶，中间有二道车辙，桥面中心方正排列块石，无图案。
1954年，公园始建时，同时整修飞虹桥栏杆。1983年，因原砖砌桥栏杆年久失修，改用凿面花岗石栏杆。2003年12月，常州市人民政府公布为第三批常州市文物保护单位。2013年7月，再次整修桥栏杆，修补西侧一处抱鼓石。

### 牡丹园
2008年6月，东坡公园实施敞开式改扩建工程时，除增加植物造景外，扩建牡丹园，栽植近六十个品种约1500株的牡丹、芍药。东坡公园每年举办一次牡丹花展，2020年时，已是第十一届。现代快报全媒体、2022年4月的报道提及，在新冠疫情前，每年花期能吸引数十万游客前来公园赏花。当年，公园的牡丹、芍药涵盖红、粉、紫、白、黄、蓝、黑、绿、复色九大色系十大花型，有七十多个品种、四千余株。